# Sigmen-Gletscher
Der Sigmen-Gletscher (bulgarisch ледник Сигмен lednik Sigmen) ist ein 2,2 km langer und 2 km breiter Gletscher auf Liège Island im Palmer-Archipel vor der Westküste der Antarktischen Halbinsel. In den Brugmann Mountains fließt er nordöstlich des Sbelsurd- und südwestlich des Schterna-Gletschers von den westsüdwestlichen Hängen des Vazharov Peak und den nordwestlichen Hängen des Mount Kozyak in nordwestlicher Richtung zur Palakariya Cove.
Britische Wissenschaftler kartierten ihn 1978. Die bulgarische Kommission für Antarktische Geographische Namen benannte ihn 2009 nach der Ortschaft Sigmen im Südosten Bulgariens.